# Georgia Revolution FC
Georgia Revolution FC, é uma agremiação esportiva da cidade de McDonough, Georgia. Atualmente disputa a National Premier Soccer League.

## História
O clube foi fundado em 2010 e entre 2010 e2015 serviu como time principal da Rockdale Youth Soccer Association, uma associação que tem como objetivo formar jovens atletas.  Em 2016 a equipe foi vendida para um novo grupo de investidores. A equipe ainda possui uma equipe reserva que disputa a ADASL.
A primeira partida oficial do time aconteceu no dia 13 de maio de 2011 contra o Jacksonville United, partida que terminou 2x1 para o Georgia Revolution.

## Estatísticas

### Participações
|  | Participações em 2017 |

| Competição     | Competição               | Temporadas | Melhor campanha     | Estreia | Última | P | R |
| Estados Unidos | Lamar Hunt U.S. Open Cup | 2          | Segunda Fase (2012) | 2012    | 2013   |   | – |